# NGC 6556
NGC 6556 ist ein aus mehreren Sternen bestehender Asterismus im Sternbild Schütze. Bei einer Beobachtung mit einem 18-Zoll-Spiegelteleskop am 15. Juli 1836 notierte John Herschel „Cluster VI. An oval patch comprised within limits of the field, barely resolvable into infinitely minute points, but which, without attention, appears as a great neb 15′ long, 12′ broad; hardly bM“. Er hielt diese Beobachtung irrtümlich für einen Sternhaufen, die so einen Eintrag in den Katalog erlangte.